# OZ 게이밍
OZ 게이밍(OZ Gaming)은 대한민국의 전 프로게임단으로 과거에는 배틀그라운드 및 리그 오브 레전드, 오버워치 프로게임단과 크레이지레이싱 카트라이더 아마추어팀을 운영했으며 2020년 해체되었다.

## 개요
2018년 10월 3일 오즈 아레나 PC방 대표이사 이개성이 창단한 팀이며 오랫동안 GEEKSTAR의 네이밍스폰서를 받으면서 GEEKSTAR 직영 게임단이라는 인식이 붙었다.
2020년 9월 30일 오버워치 프로게임단 소속 선수단 전원이 계약 종료되었고 설상가상으로 코로나19 범유행의 여파로 PC방 운영이 어려워진 것은 물론 이미 배틀그라운드와 카트라이더 게임단도 해체 수순을 밟았으며 리그 오브 레전드 프로게임단도 LCK 프랜차이즈 진입에 실패하면서 결국 OZ 게이밍은 창단 2년만에 역사 속으로 완전히 사라졌다.

## 주요 성적

### 오버워치

#### OZ 게이밍
- 2018 오버워치 컨텐더스 코리아 시즌 3 8강
- 2019 오버워치 컨텐더스 트라이얼 코리아 시즌 1 1위
- 2019 오버워치 컨텐더스 코리아 시즌 1 7위
- 2019 오버워치 컨텐더스 트라이얼 코리아 시즌 2 5위
- 2019 오버워치 코리아컵 노벰버 먼슬리컵 준우승
- 2019 오버워치 오픈 디비전 코리아 연습시즌 1위
- 2020 오버워치 오픈 디비전 코리아 시즌 1 우승
- 2020 오버워치 컨텐더스 코리아 시즌 1 16강

#### 배틀리카
- 2020 오버워치 오픈 디비전 코리아 시즌 1 5위
- 2020 오버워치 컨텐더스 트라이얼 코리아 시즌 1 8위
- 2020 오버워치 컨텐더스 코리아 시즌 1 3주차 우승
- 2020 오버워치 컨텐더스 코리아 시즌 1 4강 플레이오프

### 리그 오브 레전드
- 2019 LoL KeSPA컵 울산 16강
- 리그 오브 레전드 챌린저스 코리아 스프링 2020 6위
- 리그 오브 레전드 챌린저스 코리아 서머 2020 3위

### 카트라이더

#### 팀전
- 넥슨 카트라이더 리그 듀얼 레이스 시즌 3 3위
- 넥슨 카트라이더 리그 듀얼 레이스 X 4위
- 넥슨 2019 카트라이더 리그 시즌 1 4위
- 2019 KT 5G 멀티뷰 카트라이더 리그 시즌 2 6위
- 2020 SKT JUMP 카트라이더 리그 시즌 1 7위

#### 개인전
- 넥슨 카트라이더 리그 듀얼 레이스 시즌 3 4위 (정승하)
- 넥슨 카트라이더 리그 듀얼 레이스 시즌 3 11위 (김정제)
- 넥슨 카트라이더 리그 듀얼 레이스 시즌 3 15위 (박현수)
- 넥슨 카트라이더 리그 듀얼 레이스 시즌 3 21위 (정승민)
- 넥슨 카트라이더 리그 듀얼 레이스 X 5위 (정승하)
- 넥슨 카트라이더 리그 듀얼 레이스 X 8위 (김상수)
- 넥슨 2019 카트라이더 리그 시즌 1 6위 (정승하)
- 넥슨 2019 카트라이더 리그 시즌 1 7위 (김승래)
- 넥슨 2019 카트라이더 리그 시즌 1 8위 (신종민)
- 넥슨 2019 카트라이더 리그 시즌 1 19위 (이준용)
- 넥슨 2019 카트라이더 리그 시즌 1 21위 (정승민)
- 2019 KT 5G 멀티뷰 카트라이더 리그 시즌 2 9위 (신종민)
- 2019 KT 5G 멀티뷰 카트라이더 리그 시즌 2 12위 (전대웅)
- 2019 KT 5G 멀티뷰 카트라이더 리그 시즌 2 16위 (김승래)
- 2020 SKT JUMP 카트라이더 리그 시즌 1 11위 (김기수)
- 2020 SKT JUMP 카트라이더 리그 시즌 1 20위 (우성민)
- 2020 SKT JUMP 카트라이더 리그 시즌 1 24위 (김승래)
- 2020 SKT JUMP 카트라이더 리그 시즌 1 28위 (이재인)

### 배틀그라운드
- 2019 인텔 PUBG 코리아 컨텐더스 페이즈 1 16위
- 2019 인텔 PUBG 코리아 컨텐더스 페이즈 2 오픈슬롯 8위
- 2019 인텔 PUBG 코리아 컨텐더스 페이즈 2 3위
- 2019 핫식스 PUBG 코리아 리그 페이즈 3 21위
- PUBG 글로벌 시리즈 베를린 한국대표선발전 2차 예선 3위